# Васильев, Василий Петрович
Васи́лий Петро́вич Васи́льев (24 декабря 1896 года, Санкт-Петербург — 19 октября 1942 года, Уссурийск) — советский военачальник, генерал-лейтенант (1940).

## Биография
Родился в Санкт-Петербурге.
Служил в Русской императорской армии с 1915 года. Окончил 2-ю Ораниенбаумскую школу прапорщиков. Участвовал в Первой мировой войне на Юго-Западном фронте: рядовой, командир взвода, роты. В звании прапорщика 26 августа 1916 года награждён орденом Святого Георгия 4-й степени. Последнее звание в Русской армии — подпоручик.
В Красной Армии с 1918 года. В Гражданскую войну воевал на Южном, Северном (Карельском) фронтах командиром роты, батальона, помощником командира и командиром полка. С января 1921 года — помощник начальник разведки и заведующий разведкой штаба 43-й стрелковой дивизии; с марта 1921 — помощник начальника штаба и с июня — помощник адъютанта штаба, с октября 1921 — адъютант штаба 127-й отдельной стрелковой бригады; с июня 1922 — старший помощник начальника штаба Карельского района; с июля 1922 — помощник начальника оперативного отделения, а с января 1923 — начальник оперативного отделения штаба Карельской армии.
С марта 1923 года служил в 1-м стрелковом корпусе Ленинградского военного округа: помощник командира отдельного броневого дивизиона, с августа 1923 — помощник начальника строевого отделения оперативно-строевой части, с октября 1924 — начальник строевого отделения оперативно-строевой части, с октября 1926 — начальник разведывательного отделения, с октября 1929 — исполняющий должность начальника 2-й части, с января 1930 — начальник 2-й части штаба, с января 1931 — начальник 1-го отделения штаба корпуса. Во время службы в корпусе окончил Разведывательные курсы (1927 год) и заочно — Военную академию РККА имени М. В. Фрунзе (1933 год).
С сентября 1937 года — командир 24-й Самаро-Ульяновской Железной стрелковой дивизии Киевского военного округа (штаб дивизии в г. Винница). С июня 1938 года — командир 45-го стрелкового корпуса Особой Краснознамённой Дальневосточной армии (ОКДВА). С октября 1939 года — командующий Северной армейской группой войск ОКДВА, с июня 1940 — командир Особого стрелкового корпуса Дальневосточного фронта. 19 июня 1941 года назначен командующим 1-й Краснознамённой армии этого же фронта.
В Великую Отечественную войну армия прикрывала дальневосточную границу СССР и в боевых действиях участия не принимала.
Умер от болезни 19 октября 1942 года в городе Уссурийске. В этом городе был похоронен на Первомайской площади. В 1988 году захоронение перенесено на городское кладбище Уссурийска. В 2015 году на месте обветшавшего памятника на могиле силами общественности Уссурийска установлен новый памятник.

## Воинские звания
- Майор (5.12.1936)
- Полковник (21.09.1937)
- Комбриг (14.06.1938)
- Комдив (4.11.1939)
- Генерал-лейтенант (4.06.1940)

## Награды
- Орден Красного Знамени (22.02.1938)
- Медаль «XX лет Рабоче-Крестьянской Красной Армии» (22.02.1938)